# 구조지질학
구조지질학(構造地質學, structural geology)은 지각을 구성하는 암석이나 지층의 존재상태-배열상태를 조사하여 지층이나 암석이 형성된 후에 어떤 과정으로 현재의 지질 구조를 가지게 되었는가를 중점으로 연구하는 학문이다. 소규모 및 대규모 암석변형을 연구하기도 하며 지구물리학과 지구화학, 암석학과 관련이 깊다.

## 연구범위
구조지질학의 연구범위는 결정(結晶)내의 미세한 초현미경적 격자(格子)의 결함에서 지각의 단층이나 습곡에 이르기까지 매우 광범위하다.

## 연구방법

### 소규모 지질구조 연구
소규모 지질구조 연구방법은 암석학에서 쓰이는 방법과 유사하며 얇게 갈아 만든 박편을 유리 슬라이드에 고정시키고 편광(偏光) 현미경으로 관찰한다.

### 대규모 지질구조 연구
야외조사 방법을 이용한다. 단층, 절리(節理), 벽개(壁開), 소규모 습곡과 같은 지질구조의 방향성을 측정하여 지질도에 도시하는 방법을 이용한다. 이 연구의 목적은 지표에 나타나는 정보를 이용하여 지표 아래의 지질구조를 해석 하려는 데 있다. 산맥·대륙·해양분지와 같은 대규모의 지질구조 연구에는 지진파·자력·중력 탐사와 같은 지구물리학적 연구방법이 이용된다.

## 사회적 역할
육상의 지질 구조 해석으로 시작한 구조지질학은 현재 해양저나 맨틀 내부까지 그 범위가 넓어졌으며 결국 현재 구조지질학에서 취급하는 범위는 지구 전체에 달하고 있다.
구조지질학은 지각의 구조를 이해하고 지각 변동의 원인을 찾는다는 순수과학적 측면 뿐만 아니라 우리의 생활과도 밀접한 관계를 가지고 있다. 금속 광상 및 석탄, 석유 등의 비금속 자원의 탐사, 채광과 지질 구조와의 관련으로서의 구조지질학을 필요로 했다. 또한 댐, 터널 등 중요한 대형 건축물들을 안전히 건축하기 위해 지질 구조를 정확히 파악하는 것이 매우 중요하게 여겨지고 있으며 지진을 비롯한 자연재해를 예방하기 위해서도 구조지질학은 매우 중요한 역할을 하고 있다.

## 같이 보기
- 지질학
- 지구물리학
- 지구화학
- 암석학